# Osawatomie
Osawatomie är en ort i Miami County i Kansas. Vid 2020 års folkräkning hade Osawatomie 4 255 invånare.